# جيمي ويتفيلد
جيمي ويتفيلد (بالإنجليزية: Jimmy Whitfield)‏ (18 مايو 1919 في المملكة المتحدة - 1984) هو لاعب كرة قدم بريطاني (وحمل سابقاً جنسية المملكة المتحدة لبريطانيا العظمى وأيرلندا) في مركز الهجوم. لعب مع سكونثورب يونايتد وغريمسبي تاون ونادي ساوثبورت وBrigg Town F.C. ‏ ونادي بوسطن يونايتد.